# 이창원 (1960년)
이창원(李昌遠, 1960년 7월 17일~)은 대한민국의 행정학 학자, 대학 교수로 현 한성대학교 총장으로 재임하고 있다. 한국조직학회 회장, 한국정책과학학회 회장 등을 역임하고, 현 한국행정개혁학회 회장이다. 한성대학교 교수로 재직하며 기획협력처장, 산학협력단장, 교무처장을 거쳐, 2020년 2월부터 제10대 총장을 맡고 있다.  2015년에는 뉴욕주립대학교 올버니 총동문회장으로 선출되었다.

## 경력[5]
- 2012.06∼2014.02 사단법인 정부개혁연구소 소장
- 2008.01 - 한국조직학회회장
- 2007.01 - 2007.12한국정책과학학회 회장
- 2007.01 - 한성대학교 산학협력단장
- 2006.01 - 행정개혁시민연합 정부정책평가단장
- 2005.03 - 2007.01 한성대학교 기획협력처장 겸 산학협력단장
- 2016.05 - 대덕대 창성학원 이사장
- 2020.02 - 한성대 제10대 총장

## 공공기관
- 2012.06~2014.08 한국폴리텍대학 법인이사
- 2012.03~2013.03 한국소방산업기술원 비상임이사
- 2007.03~2010.03 한국소방검정공사 비상임이사

## 저서
- 정보사회와 현대조직 (2004. 3), 대영문화사
- 새 조직론 (개정판) (2005. 8), 대영문화사
- 정부개혁 평가와 공약 모니터링 (2002.11), 도서출판 한울 아카데미
- 조직행태의 이해 (2002.2), 대영문화사
- 정부조직진단 (2002.1), 대영문화사

## 학력
- 1978-1984 : 한국외국어대학교 서반아어과 문학사 취득
- 1984-1986 : 연세대학교 경영학 석사 취득
- 1987-1991 : 뉴욕주립대학교 올버니  조직학 박사 취득

## 상훈
- 대한민국 녹조근정훈장(2014년, 제61113호[6]
- 대한민국 근정포장(2009년, 제85398호)
- 대한민국 대통령 표창(2006년, 제158843호)